# Ugo Piazzi
Ugo Piazzi (Roma, 27 dicembre 1912 – Roma, 1º gennaio 1995) è stato un politico e sindacalista italiano, sindacalista cattolico, quarto presidente della ACLI.

## Biografia
Da giovane aderì al fascismo e, in un articolo scritto su Conquiste, glorificò la politica colonialista del regime. Ufficiale dell'esercito italiano, partecipa alla Seconda guerra mondiale e nel 1943 si trova a Creta; quando riceve la notizia dell'armistizio dell'8 settembre si schiera con i tedeschi e aderisce alla Repubblica Sociale Italiana "per motivi di onore nazionale". Nelle sue memorie giustificò così la sua scelta:
(Ugo Piazzi)
Di professione ragioniere, nel dopoguerra iniziò l'attività di sindacalista. Scrisse vari testi sull'argomento ed uno di essi, Appunti di tecnica sindacale del 1959, venne utilizzato dalle ACLI in alcuni corsi di sindacalismo.
Negli anni Cinquanta le ACLI furono caratterizzate dalla polemica sull'incompatibilità tra le cariche acliste e quelle parlamentari: il presidente Dino Penazzato, in nome dell'autonomia del movimento, era contrario all'incompatibilità e Piazzi si schierò sulla sua posizione. Livio Labor raccoglie a sé la corrente favorevole all'incompatibilità, vista come necessaria per assicurare alle Acli una reale autonomia dalla Democrazia Cristiana, che alla fine risulta maggioritaria; essendo Penazzato deputato, si rese necessario convocare un consiglio nazionale per eleggere il nuovo presidente.
Il consiglio si tiene il 10 aprile 1960; i candidati sono due: Piazzi e Vittorio Pozzar, vicino alle posizioni della CEI. A prevalere sarà il primo per una sola preferenza, 32 contro 31; di conseguenza, Piazzi rimarrà in carica soltanto fino al 10 aprile 1961. La sua gestione di transizione è ricordata per il forte impulso ai problemi sociali delle periferie urbane, ma anche per essere stata poco incisiva politicamente: Piazzi, ad esempio, non prese posizione sul governo Tambroni (nato con l'appoggio esterno del Movimento Sociale Italiano) e sui fatti di Genova.
Nell'ottavo congresso nazionale ACLI, svoltosi a Bari dall'8 al 10 dicembre 1961, la sua mozione fu sconfitta da quella di Labor. In seguito sarà chiamato all’incarico di presidente regionale delle Acli del Lazio.